# Youth For Understanding
'YFU' (Youth For Understanding) är en ideell utbytesorganisation som grundades 1951 och organiserar kulturutbyten för ungdomar. En svensk gren bildades 1961 och har sitt kontor i Stockholm. YFU är politiskt och religiöst obunden. Organisationen finns representerad i över 55 länder Afrika, Asien, Europa, Nordamerika, Oceanien samt Sydamerika.  
Genom YFU åker ungdomar i gymnasieåldern på utbytesår runt om i världen, exempelvis till USA, Japan, Tyskland, Australien, Kina, Frankrike, Brasilien och Chile. Under ett läsår bor de en värdfamilj, går i en lokal gymnasieskola och lär sig landets språk. 
Många ungdomar från runt om i världen väljer även att åka till Sverige på utbyte. Varje år finns många studenter som bor i värdfamiljer från norr till söder runt om i landet under ett läsår, en termin eller under en kortare period under sommaren. 
YFU bygger till stor del på frivilliga insatser från dess volontärer. Det finns stora möjligheter till olika uppdrag inom organisationen. Volontärer behövs för att vara lägerledare under året till både de svenska studenterna som reser utomlands och de internationella studenterna som åker på utbyte till Sverige. Ytterligare volontärroller innebär att vara områdesrepresentant till en utbytesstudent och dess värdfamilj i Sverige, juniorfadder till en utbytesstudent eller göra hembesök hos blivande värdfamiljer. Intervjuare till blivande utbytesstudenter är ännu en roll som behövs över hela Sverige. 
Många tidigare utbytesstudenter väljer att engagera sig inom YFU efter sitt eget utbytesår eller efter att ens barn har varit iväg eller man själv varit värdfamilj. Alla är dock välkomna att höra av sig till organisationen för att se om det finns volontäruppdrag som passar. 
2020 avvecklade YFU sin verksamhet i Sverige på grund av pandemin. Istället skickar YFU Norge svenska utbytesstudenter ut i världen.